# Jean-François Leverdier
Jean-François Leverdier, né à Rouen en 1724 et mort à Choisy-le-Roi en 1806, est un ecclésiastique français, brièvement évêque constitutionnel de Seine-Inférieure.

## Biographie
Jean-François Leverdier est baptisé le 16 février 1724 dans la paroisse Saint-Étienne-des-Tonneliers de Rouen, fils de Jean Nicolas, marchand de la rue du Change, et de Anne Étiennette Veron. Il fait ses études cléricales à Paris où il est ordonné. Attaché au Collège de Plessis-Sorbonne, il devient aumônier du roi Louis XV.
Il est nommé le 14 décembre 1764 curé de Poville et remplacé dès le 27 mars 1765 par Blondel. Il devient curé de Choisy-le-Roi en 1766 et le restera jusqu'à sa mort.
Il prête serment le 16 janvier. Face à deux autres candidats connus, Louis-Pierre Lerat, curé assermenté de Forges-les-Eaux et Guillaume-Dominique Letellier, moine de Fécamp puis prieur de Bonneval, il est élu évêque constitutionnel de la Seine-Inférieure le 30 janvier 1791. Il démissionne dans une lettre datée du 6 mars sans avoir pris possession de son siège. 
Il meurt à Choisy-le-Roi le 8 frimaire an XIV (29 novembre 1805) à l'âge de 82 ans.